# UCI Women’s WorldTour 2025
Die UCI Women’s WorldTour 2025 ist die zehnte Austragung dieser vom Radsport-Weltverband UCI organisierten Rennserie. Sie umfasst 27 Wettbewerbe, davon 15 Eintagesrennen und 12 Etappenrennen mit insgesamt 73 Renntagen.

## Programm
Die UCI stellte im Juni 2024 den Kalender der Rennserie mit zunächst 30 Rennen vor, darunter mit einem Frauenrennen Mailand–Sanremo sowie einem Sprintrennen in Kopenhagen zwei neue. Seit der Ankündigung stellten allerdings die Ronde van Drenthe und die Tour of Scandinavia ihr Bestehen ein, während RideLondon Classique für 2025 eine Pause ankündigte.

## Teilnehmende Teams
Automatisch startberechtigt sind die 15 UCI Women’s WorldTeams, die Ende 2024 bekanntgegeben wurden. In die neu geschaffene Klasse der UCI Women’s ProTeams wurden 7 Teams eingestuft, von denen zwei aufgrund der Weltrangliste von 2024 zu allen WorldTour-Rennen eingeladen werden; es handelt sich um EF Education-Oatly und VolkerWessels. Die Veranstalter jedes Rennens können jeweils einige Wildcards an die übrigen ProTeams vergeben oder an UCI Women’s Continental Teams, UCI Cyclo-Cross Teams und mit Ausnahmegenehmigung der UCI auch an Nationalteams.
| UCI Women's WorldTeams (15)- AG Insurance-Soudal Team - Canyon//SRAM zondacrypto - Ceratizit Pro Cycling Team - FDJ-Suez - Fenix-Deceuninck - Human Powered Health - Lidl-Trek - Liv AlUla Jayco - Movistar Team - Team Picnic PostNL - Roland - Team SD Worx-Protime - Team Visma \| Lease a Bike - UAE Team ADQ - Uno-X Mobility |
| |

## Rennen
| 17. – 19. Jan.     | Women's Tour Down Under           | Noemi Rüegg                  | Silke Smulders         | Mie Bjørndal Ottestad        |
| 1. Feb.            | Cadel Evans Great Ocean Road Race | Ally Wollaston               | Karlijn Swinkels       | Noemi Rüegg                  |
| 6. – 9. Feb.       | UAE Tour                          | Elisa Longo Borghini         | Silvia Persico         | Kimberley Le Court de Billot |
| 1. Mär.            | Omloop Het Nieuwsblad             | Lotte Claes                  | Aurela Nerlo           | Demi Vollering               |
| 8. Mär.            | Strade Bianche                    | Demi Vollering               | Anna van der Breggen   | Pauline Ferrand-Prévot       |
| 16. Mär.           | Trofeo Alfredo Binda              | Elisa Balsamo                | Kata Blanka Vas        | Cat Ferguson                 |
| 22. Mär.           | Milano–Sanremo Donne              | Lorena Wiebes                | Marianne Vos           | Noemi Rüegg                  |
| 27. Mär.           | Classic Brugge-De Panne           | Lorena Wiebes                | Chiara Consonni        | Elisa Balsamo                |
| 30. Mär.           | Gent-Wevelgem                     | Lorena Wiebes                | Elisa Balsamo          | Charlotte Kool               |
| 6. Apr.            | Flandern-Rundfahrt                | Lotte Kopecky                | Pauline Ferrand-Prévot | Liane Lippert                |
| 12. Apr.           | Paris–Roubaix Femmes              | Pauline Ferrand-Prévot       | Letizia Borghesi       | Lorena Wiebes                |
| 20. Apr.           | Amstel Gold Race                  | Mischa Bredewold             | Ellen van Dijk         | Puck Pieterse                |
| 23. Apr.           | La Flèche Wallonne                | Puck Pieterse                | Demi Vollering         | Elisa Longo Borghini         |
| 27. Apr.           | Liège–Bastogne–Liège Femmes       | Kimberley Le Court de Billot | Puck Pieterse          | Demi Vollering               |
| 4. – 10. Mai       | La Vuelta Femenina                | Demi Vollering               | Marlen Reusser         | Anna van der Breggen         |
| 16. – 18. Mai      | Itzulia Women                     | Demi Vollering               | Mischa Bredewold       | Sarah Van Dam                |
| 22. – 25. Mai      | Vuelta a Burgos Féminas           |                              |                        |                              |
| 5. – 8. Jun.       | The Women’s Tour                  |                              |                        |                              |
| 12. – 15. Jun.     | Tour de Suisse Women              |                              |                        |                              |
| 21. Jun.           | Copenhagen Sprint                 |                              |                        |                              |
| 6. – 13. Jul.      | Giro d'Italia Women               |                              |                        |                              |
| 26. Juli – 3. Aug. | Tour de France Femmes             |                              |                        |                              |
| 15. – 17. Aug.     | Tour de Romandie féminin          |                              |                        |                              |
| 19. – 24. Aug.     | Tour of Scandinavia               | abgesagt                     |                        |                              |
| 30. Aug.           | Classic Lorient Agglomération     |                              |                        |                              |
| 7. – 12. Okt.      | Simac Ladies Tour                 |                              |                        |                              |
| 14. – 16. Okt.     | Tour of Chongming Island          |                              |                        |                              |
| 19. Okt.           | Tour of Guangxi Women             |                              |                        |                              |